# Iglesia de San Miguel (San Esteban de Gormaz)
La iglesia de San Miguel es una iglesia situada en la localidad de San Esteban de Gormaz, provincia de Soria, España, declarada bien de interés cultural el 5 de marzo de 1976.

## Descripción
Correspondiente a finales del siglo XI o principios del XII, al igual que la iglesia de Nuestra Señora del Rivero de la misma localidad, ambas iglesias constituyen los ejemplos más tempranos del románico en la provincia de Soria y comparten numerosos aspectos arquitectónicos.
Ubicada al pie del cerro del castillo de San Esteban de Gormaz, se trata de un templo de una sola nave rectangular, con ábside cilíndrico orientado y coro alto al fondo. Pórtico al mediodía, de siete arcos redondos, sin molduras, sobre robustas columnas sencillas, bajo el que se abre la puerta, sin tímpano, por el lado de la epístola. Siendo sus capiteles y canes de un arte rudo, pero expresivo. Tiene una torre cuadrada al norte, algo posterior al cuerpo de la iglesia.
La nave tiene cubierta de madera a dos vertientes y se ilumina por dos ventanas abiertas sobre el pórtico y otra aspillerada sobre el coro. Está pavimentada con madera. El ábside, cerrado por una bóveda de cascarón, tiene una sola
ventana central, cubierta por el retablo, y recibe luz por otra abierta después en el lado de la epístola.
Todas las ventanas de la iglesia, excepto la del primer cuerpo de la torre (que tienen el resto de ladrillo), aparecen guarnecidas exteriormente de grandes arquivoltas bizantinas. Entre los capiteles del atrio sobresalen, por su marcado arcaísmo, a la derecha, los que representan un tranquilo pavo real y una lasciva danza oriental; y, a la izquierda, los de arte bélico representando almenados castillos con puertas de herradura y vigilantes guerreros en los adarves. Todos estos capiteles y el historiado de una de las dos columnas que contribuyen a sostener el coro alto del cabo de la nave, son muy rudos. Siendo ya algo más finos los dos leones labrados en los del arco toral.
El sencillo retablo principal de dos cuerpos corresponde al siglo XVII. Luciendo en el bajo, entre las imágenes de Santa Teresa y de Santiago, al arcángel San Miguel y en el ático, un crucificado.
En la nave tiene dos altares laterales: uno en medio del muro del lado de la epístola, a la derecha de la puerta de entrada, y otro enfrente, entre las puertas de la sacristía, en la torre —de elegante arco conopial—, y la del antiguo camposanto, abierta frente a la de ingreso, por el pórtico. 
El primero está dedicado al Santo Cristo de la Buena Muerte y el segundo a Nuestra Señora del Castillo, representada por la Virgen sentada en un escabel, teniendo a su vez sentado sobre la rodilla izquierda a su hijo en actitud de
bendecir. A su izquierda y sobre la puerta del antiguo cementerio parroquial, se conserva un  cuadro al óleo representando a la Virgen de Valvanera.